# Saa gik 1952
|  | Denne artikel er oprettet af botten Steenthbot ud fra en ekstern database. Den kan derfor have sproglige fejl eller mangler. Denne skabelon kan fjernes efter kontrol af indholdet. |

Saa gik 1952 er en dansk dokumentarisk optagelse fra 1952.

## Handling
Magasin du Nords årsrevy 1952:

1) Unge piger - teen-agers - er gæstedekoratører i Magasin.

2) Der gøres reklame for Teen-age koncerten i Tivolis Glassal, som er arrangeret af Magasin i samarbejde med Propaganda-ugen for levende musik.

3) Udstilling af tekstiler og tæpper. Dronning Ingrid vises rundt. Modeopvisning.

4) Rundvisning og hyggelig komsammen.

5) Åbning af rulletrappen i stueetagen. Der holdes tale, og den røde snor klippes. Den allerførste, der kommer til syne på den nedadkørende rulletrappe er Magasins julemand.

6) Magasin byder særligt indbudte kunder på kransekage og portvin, og der er rundvisning i de nye lokaliteter.

7) Så er det jul! Der sælges juletræer og gløgg foran Cafe A Porta. Årets juleudstilling ”Københavnernes jul før og nu” trækker masser af besøgende ind, og der er kreativt værksted for børn.

## Medvirkende
- Dronning Ingrid